# Idmidronea filiformis
Idmidronea filiformis är en mossdjursart som beskrevs av Ferdinand Canu och Ray Smith Bassler 1929. Idmidronea filiformis ingår i släktet Idmidronea och familjen Tubuliporidae. Inga underarter finns listade i Catalogue of Life.